# 我的電台 FM S.H.E
我的電台 FM S.H.Eは、台湾の女性ボーカルトリオ、S.H.E（エスエイチイー）のアルバム。2008年9月23日に発売された。

## 解説
S.H.E11作目のアルバム（オリジナルアルバムとしては9作目）である。

予約購入特典として、FM S.H.E 紀念台呼か、もしくは映画『長江7號』の現地版主題歌「7仔」が収録されたシングルCDいずれかが付いていた。

## 収録曲

### CD
1. 早安您好（1'46"）
2. 我愛煩惱（3'27"）
中文詞:林夕、作曲:Dobson,Fefe+Steinberg Billy+Alexander Josh、編曲:Geo
3. 宇宙小姐（3'03"）
中文詞:藍小邪、作曲:Rosan,Robert+Villaon,Jade、編曲: Geo
4. 沿海公路的出口（4'21"） 
作詞:黄建洲、作曲:鄭楠、編曲:鍾興民
5. 天亮了（3'27"） 
中文詞:施人誠、作曲:Rosan,Robert+Villaon,Jade、編曲: Geo
6. 比你賤(Featuring周定緯)（3'11"）
作詞:Michael Jackson+鄭楠+施人誠、作曲:Michael Jackson+鄭楠、編曲:小安、Sample自歌曲:"Billie Jean"
7. 喜碧夫人時間（2'59"）
8. 女孩當自強（4'49"）
作詞:黄霑+藍小邪、作曲:Trad+鄭楠、編曲:洪敬堯、Sample自歌曲:"男兒當自強"
9. 安靜了（4'31"） 
作詞:Selina+李姚、作曲:周杰倫、編曲:洪敬堯
10. 我是火星人（3'29"） 
作詞:藍小邪、作曲:鄭楠+Venk、編曲:小安
11. 612星球（5'01"） 
作詞:徐世珍、作曲:鄭楠、編曲:Terence Teo
12. 店小二（4'13"） 
作詞:黄建洲、作曲:蔡旻佑、編曲:呂紹淳+韓星洲
13. 熬夜DJ（1'01"）
14. 月光手札（4'16"）
作詞:黄俊郎、作曲:陳炯順、編曲:鍾興民
15. 酸甜（BONUS TRACK）（3'13"）
作詞:陳信延、作曲:李天龍、編曲:呂紹淳
※飛輪海との合唱

### DVD
1. 封面拍摄花絮
2. 宇宙小姐 MV拍摄花絮
3. 宇宙小姐 MV
4. 酸甜 MV拍摄花絮
5. 酸甜 MV

## 予約限定特典盤収録曲

### FM S.H.E 紀念台呼單曲
1. FM S.H.E （台歌）（1'12"）
2. FM S.H.E 台呼 （打擊煩惱版）（0'24"）
3. FM S.H.E 台呼 （海邊民宿版）（0'30"）
4. FM S.H.E 台呼 （太空漫步版）（0'34"）
5. FM S.H.E 台呼 （懶骨頭版）（0'24"）

### 7仔國粵語版單曲
1. 7仔（國語版）（2'56"）
作詞・作曲:鄭家慧、編曲:Wow Music Limited
2. 7仔（粤語版）（2'56"）
作詞・作曲:鄭家慧、編曲:Wow Music Limited

※実際には奇数番に國語版、偶数番に粤語版が繰り返し収録されており、総トラック数は22曲である。